# Evangelický hřbitov ve Františkách
Evangelický hřbitov ve Františkách se nachází v obci Krouna, v části Františky. Má rozlohu 650 m².
Hřbitov byl založen roku 1912 evangelickým reformovaným (kalvínským) sborem v Krouně. Náklady na výstavbu hřbitova a márnice činily 3 380 korun rakousko-uherské měny. K nejvýznamnějším dárcům, kteří přispěli na výstavbu hřbitova patřili rodák František Mundil z USA a majitel Rychmburského panství kníže Thurn-Taxis. Hřbitov byl slavnostně otevřen 14. července 1912 farářem Miloslavem Novákem z Proseče.
Hřbitov je v církevním vlastnictví a je provozován obcí Krouna.